# Sylvie Meis
 (juin 2018).
Si vous disposez d'ouvrages ou d'articles de référence ou si vous connaissez des sites web de qualité traitant du thème abordé ici, merci de compléter l'article en donnant les références utiles à sa vérifiabilité et en les liant à la section « Notes et références ».
Sylvie Françoise Meis, anciennement Sylvie van der Vaart, née le 13 avril 1978 à Bréda, est un mannequin, une animatrice et actrice néerlandaise.

## Carrière professionnelle
Sa mère Rita Meis est belge, son père est néerlando-indonésien. Elle a un frère. Après quatre ans de formation en gestion du personnel à l'Université du Brabant occidental, elle a travaillé comme modèle. Sa carrière télévisuelle a débuté en 2003, lorsqu'elle a participé à un casting de modérateurs pour la chaîne de télévision TMF. Par la suite, elle a animé l'émission Fox Kids. Dans le soap de plage Costa!, elle a joué une serveuse pendant deux ans. Elle a également été l'hôte des TMF Awards annuels et a mené des entrevues avec des artistes internationaux tels que Kylie Minogue et Britney Spears. Elle a également participé à des clips vidéo et crée sa propre collection de bijoux Pure by Sylvie, qui a été lancée sur le marché allemand en 2006. 
De 2008 à 2011, elle a fait partie du jury du concours de talents de RTL Das Supertalent aux côtés de Dieter Bohlen, Bruce Darnell et Motsi Mabuse. En juin 2009, elle a annoncé qu'elle avait contracté un cancer du sein. La tumeur a été enlevée chirurgicalement, suivie d'une chimiothérapie de soutien.
Elle a ensuite travaillé comme support publicitaire pour BMW, Gillette et L'Oréal. En 2010, elle a participé à la troisième saison de Let's Dance et a atteint la deuxième place. Son partenaire de danse était Christian Bärens, qui a ensuite été remplacé par Christian Polanc en raison d'une blessure. De la quatrième saison 2011 à la dixième saison 2017, elle a animé l'émission Let's Dance aux côtés de Daniel Hartwich. Tous deux ont reçu le prix de la télévision bavaroise en 2012. Depuis 2012, elle présente de la lingerie et des bikinis en partie dessinés par elle-même pour la collection Sylvie de Hunkemöller.

## Vie privée
En juin 2005, Sylvie Françoise Meis a épousé le footballeur néerlandais Rafael van der Vaart. En été 2005, le couple a déménagé à Hambourg. Comme son mari, Sylvie Françoise Meis a appris la langue allemande en quelques semaines et a mis fin à ses obligations envers la télévision néerlandaise. Le 28 mai 2006, ils sont devenus parents d'un fils. En janvier 2013, le couple annonce leur séparation. Après leur divorce le 4 décembre 2013, Sylvie Françoise Meis reprend son nom de naissance et anime à l'automne 2015 le spectacle de danse de RTL Stepping Out, avec Daniel Hartwich. Avec le duo Nica & Joe, elle a participé au spectacle Believe de Holiday on Ice en tant qu'invité vedette dans 15 villes allemandes de novembre 2015 à février 2016. Elle a été ambassadrice et modératrice à la Dreamball de la base de données allemande des donneurs de moelle osseuse. 
Sylvie Françoise Meis vit avec son fils à Hambourg. En avril 2017, elle annonce ses fiançailles avec l'homme d'affaires Charbel Aouad, en octobre de la même année, le couple se sépare.
Le 19 septembre 2020, Sylvie Meis se marie à Florence, en Italie avec l'artiste contemporain allemand Niclas Castello.

## Filmographie

### Télévision
- 2003 : Pista![3]
- 2001-2005 : Costa! de Wijo Koek : Ice

## Animation
| Année           | Production                      | Rôle          | Remarque            | Langue    |
| --------------- | ------------------------------- | ------------- | ------------------- | --------- |
| 1999-2002       | Fox Kids                        | Présentatrice |                     | Pays-Bas  |
| 2002-2004       | Costa! (Télévision)             | Ice           | Rôle fixe           | Pays-Bas  |
| 2003            | MTV                             | Vj            |                     | Pays-Bas  |
| 2003-2004       | TMF                             | Vj            |                     | Pays-Bas  |
| 2003            | Pista!                          | Ice           | Téléfilm            | Pays-Bas  |
| 2008-2011, 2018 | Das Supertalent                 | Jury          |                     | Allemagne |
| 2010            | Deutschland sucht den Superstar | Jury          |                     | Allemagne |
| 2010            | Let's Dance                     | Candidate     | Finaliste, 2e place | Allemagne |
| 2011-2017       | Let's Dance                     | Présentatrice |                     | Allemagne |
| 2011            | The Face                        | Présentatrice |                     | Pays-Bas  |
| 2016            | Wedden dat ik het kan           | Présentatrice |                     | Pays-Bas  |